# Lonchopteridae
Lonchopteridae zijn een familie uit de orde van de tweevleugeligen (Diptera), onderorde vliegen (Brachycera). Wereldwijd omvat deze familie zo'n 6 genera en 65 soorten.

## In Nederland waargenomen soorten
- Genus: Lonchoptera
  - Lonchoptera bifurcata
  - Lonchoptera fallax
  - Lonchoptera lutea
  - Lonchoptera meijerei
  - Lonchoptera nitidifrons
  - Lonchoptera scutellata
  - Lonchoptera tristis